# Arctornis crocoptera
Arctornis crocoptera är en fjärilsart som beskrevs av Collenette 1934. Arctornis crocoptera ingår i släktet Arctornis och familjen tofsspinnare. Inga underarter finns listade i Catalogue of Life.